# Ponte Dashengguan
Il ponte Dashegguan (in cinese: 南京大胜关长江大桥, in pinyin: Dàshèngguān Chángjiāng Dàqiáo) è un ponte ferroviario ad arco che attraversa il fiume Azzurro all'altezza della città di Nanchino in Cina. Con i suoi 6 binari, si tratta di uno dei ponti ferroviari più grandi del mondo.

## Storia
Il ponte si trova alle porte orientali di Nanchino, circa 20 km a monte del primo ponte di Nanchino e a 1,5 km dal terzo ponte di Nachino. La costruzione del ponte è cominciata nel 2006 ed è terminata nel 2010, mentre l'inaugurazione e la successiva entrata in servizio sono avvenute nel gennaio 2011. Il costo totale dell'opera è stato di 4,56 miliardi di Yuan (circa 450 milioni di Euro). È stato il secondo ponte ferroviario di Nanchino dopo il ponte di Nanchino.

## Descrizione

Schema del ponte

Considerando anche le rampe di accesso, il ponte misura in totale 9273 metri. La trave principale lunga 1272 metri in capriata d'acciaio include i due archi lunghi 336 metri, che ne fanno uno dei ponti ad arco più grandi al mondo. Il ponte ospita 6 binari di tre differenti tracciati ferroviari: i quattro binari interni sono dedicati alle linee ad alta velocità Shanghai-Wuhan-Chengdu e Pechino-Shanghai, mentre i due binari esterni sono riservati alla linea S3 della metropolitana di Nanchino. La struttura è stata progettata per permettere ai treni di attraversarla ad una velocità di 300 km/h, cosa che ha comportato speciali tecniche costruttive durante la fase di realizzazione, come l'impiego di acciai e cementi speciali.